# Col de Vergio
De Col de Vergio of is een bergpas op een hoogte van 1478 meter op het Franse eiland Corsica. De bergpas verbindt Albertacce in het centrale binnenland van het eiland met Évisa en Porto aan de westkust. De col vormt de hoogste geasfalteerde bergpas van het eiland. Tezamen met de Bavella, Verde en Vizzavona vormt hij een van de vier grote Corsicaanse bergpassen die de hoofdkam van het eiland kruisen.
De pas bevindt zich op een kamlijn tussen de Punta de Cricche (2057 m) in het Cinto-massief ten noorden van de pas en de Capu a Rughja (1712 m) van het Rotondo-massief in het zuidoosten. Over de pas loopt de departementale weg 84, die de Niolu-streek ontsluit langs beide zijden. De weg is het hele jaar door te berijden. Over de pas passeert ook de lange-afstandswandelroute "Mare a Mare Nord". Ten noordoosten van de pashoogte kruist deze route de GR20, die de pashoogte passeert langs de oostzijde op een afstand van 400 meter.

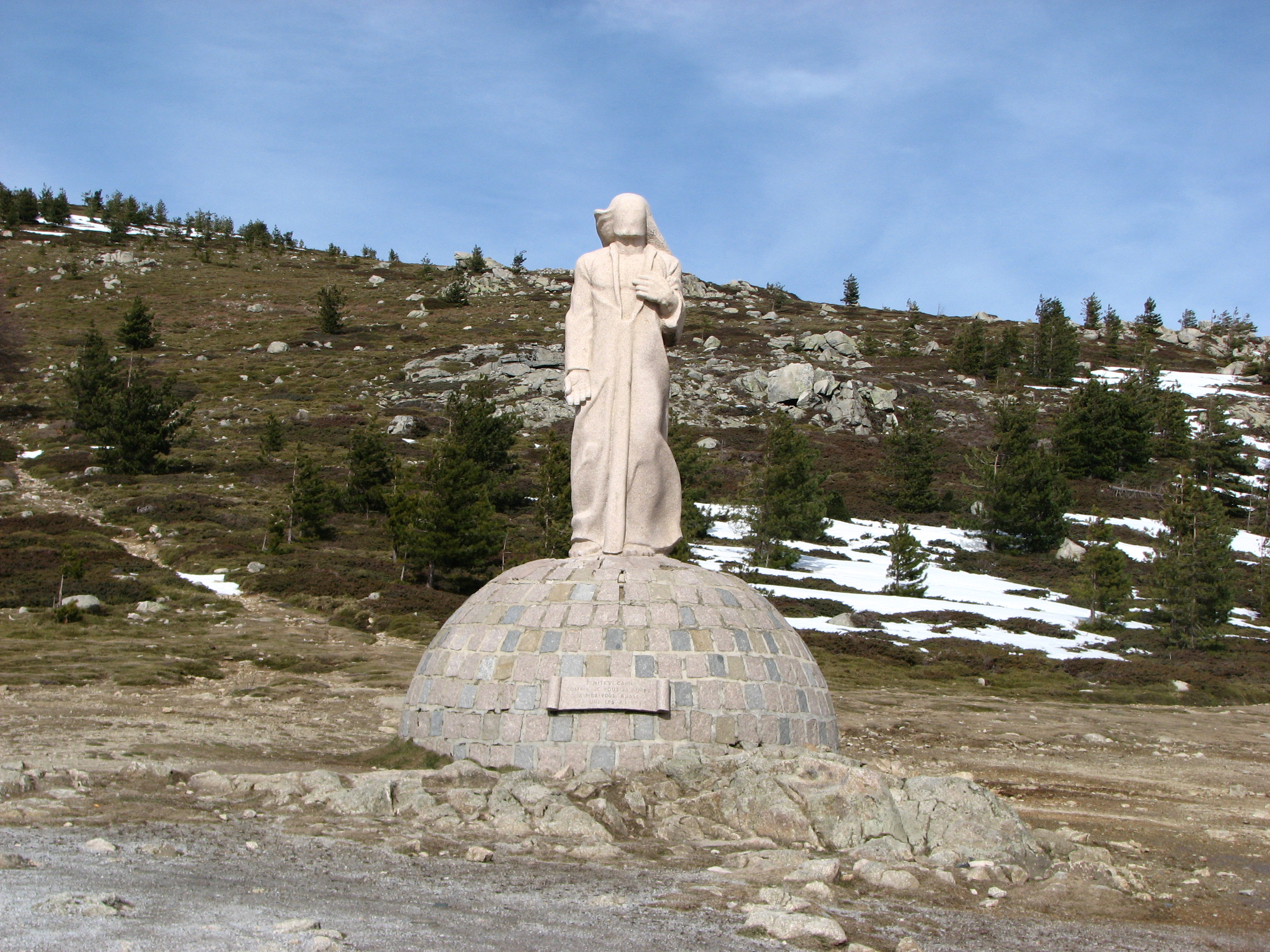
Standbeeld van Christus Koning

De pashoogte wordt gedomineerd door een groot standbeeld van Christus Koning, een granieten monoliet van 25 ton en een hoogte van zes meter (9,5 meter inclusief de sokkel). Dit monumentale standbeeld is het werk van de Corsicaanse beeldhouwer Noël Bonardi en werd op de col geplaatst in 1984.
Op een ruime kilometer van de pashoogte, ten zuidoosten van de col, bevindt zich bij de plaats "Castellu di Vergio" een skistation. Langs de andere zijde, richting Évisa, bevindt zich een vakantiedorp dat in de winter langlaufpistes openhoudt.